# نورث بيلموري (نيويورك)
نورث بيلموري (بالإنجليزية: North Bellmore)‏ هي قرية غير مضمنة في ولاية نيويورك الأمريكية. يبلغ عدد سكانها حسب تعداد سنة 2000: 20,079 نسمة. ويبلغ عددهم حسب تقدير 2007 حوالي:20,200 نسمة.